# Rhepoxynius epistomus
Rhepoxynius epistomus is een vlokreeftensoort uit de familie van de Phoxocephalidae. De wetenschappelijke naam van de soort is voor het eerst geldig gepubliceerd in 1938 door Clarence Raymond Shoemaker.